# 魚本公博
魚本 公博（うおもと きみひろ、1948年（昭和23年）3月19日 - ）は、日本のテロリスト。よど号グループのメンバー。旧姓は安部。

## 経歴
1948年3月、大分県別府市石垣に高校教師の子として生まれる。おじがフィリピンで戦死しており、進駐軍の暴力的行為にも反感があったことから、子供時代は反米愛国少年だった。関西大学に入学。佐世保エンタープライズ寄港阻止闘争で学生運動を知り、共産主義者同盟系の学生グループを経て赤軍派となり、東大安田講堂事件に参加。1970年（昭和45年）によど号ハイジャック事件を起こし、北朝鮮に亡命。当初、警察の指紋照合による9人のメンバーの割り出しでは「梅内恒夫」と間違って発表されたが、10日後に「安部公博」と訂正された。
1976年（昭和51年）に大阪府出身の魚本民子と結婚し、魚本姓となる。
1999年に、訪朝した日本のお笑い芸人である江頭2:50の希望により、魚本は同じくよど号グループの若林盛亮とともに平壌高麗ホテルで江頭と会談している。
2024年時点でも平壌に在住しているが、よど号事件だけでなく、有本恵子拉致事件へ関与した罪にも加わり、警察庁により指名手配されていると同時に国際刑事警察機構より国際手配されている。
2024年現在、よど号ハイジャック犯の中で拉致事件を理由に国際手配されているのは、魚本のみである。

## 家族
- 妻の民子は高校卒業後、日本でバスガイドをしていた[5]。2004年の帰国時に旅券法違反で逮捕され、2005年に懲役1年6ヶ月・執行猶予4年が確定した。
- 3人の子供がいる。2002年9月に長男（当時23歳）が、2004年1月に長女（当時21歳）と次男（当時19歳）が帰国している。